# Томін Євген Фролович
Томін Євген Фролович (нар. 2 березня 1950, залізнична станція Нуринськ селища Токарівка Тельманського району Карагандинської області Казахська РСР) — український політик, голова Полтавської обласної державної адміністрації (2000–2003 рр.). Заслужений робітник сільського господарства України, депутат Київської облради.

## Біографія
Томін Євген Фролович народився 2 березня 1950 року у залізничні станції Нуринськ селища Токарівка Тельманського району Карагандинської області Казахстану, куди його батьки були направлені за комсомольськими путівками піднімати цілину.
У 1957 році батьки переїхали до України, в село Калита Броварського району Київської області.
Закінчивши 8 класів Калитянської восьмирічної школи, пішов до дев'ятого класу середньої школи у сусіднє село Заворичі, але, провчившися там лише місяць, був змушений за сімейними обставинами залишити навчання.
У 1970 році закінчив Козелецький зооветеринарний технікум Чернігівської області, після чого працював у своєму селі ветеринарним лікарем.
У травні 1970 року був призваний до Радянської Армії, проходив службу у ракетних військах у Ленінграді (тепер Санкт-Петербург) та Херсоні.
Після служби у Радянській Армії вступив до Української сільськогосподарської академії, яку успішно закінчив у 1977 році за фахом зооінженер.
Після закінчення навчання працював старшим зоотехніком, начальником тваринницького комплексу радгоспу «Авангард».
У грудні 1980 року був призначений директором радгоспу «Пухівський» Броварського району.
З серпня 1984 року — генеральний директор Великодимерського плодоовочевого об'єднання Броварського району Київської області.
Учасник ліквідації наслідків аварії на Чорнобильській АЕС у 1986 році.
У лютому 1988 року був обраний головою Броварського райвиконкому (де працював до 1992 року).
Далі працював секретарем Київської облдержадміністрації, заступником голови Київської облради з виконавчої роботи, з 1995 року — заступником, першим заступником голови Київської облдержадміністрації.
З березня 2000 року — голова Полтавської облдержадміністрації.
Депутат Полтавської обласної ради 24 скликання.
З квітня 2002 по кінець 2002 / початок 2003 — голова облради.
У липні 2003 р. указом Президента України Томіна Є. Ф. було звільнено з посади голови Полтавської державної адміністрації у зв'язку рекомендацією Кабінету Міністрів.
З 2003 по 2008 — голова правління НАК «Украгролізінг».
З 2008 — проректор Національного університету імені Тараса Шевченка.
У 2009 році успішно захистив дисертацію на здобуття наукового ступеня кандидата сільськогосподарських наук.

## Сім'я
Дружина Надія Іванівна — за фахом зооінженер, 15 років відпрацювала головним бухгалтером Пухівської сільради, останні 2 роки — секретар тієї ж сільради.
Два сини — Владислав та Едуард — закінчили юридичний факультет Національного університету імені Тараса Шевченка, зараз працюють за фахом. Має онучку — Діану — 3 роки.

## Нагороди
Має почесне звання «Заслужений працівник сільського господарства України» (2000 р.), нагороджений Почесною відзнакою МНС України (2001 р.), «Орденом Пошани» Міжнародної кадрової Академії (2001 р.), відзнакою «Почесний громадянин Броварського району» (2011).